# Дип-хаус
Дип-хаус (англ. deep house — «глубокий хаус») — поджанр хаус-музыки, характеризующийся лёгким, но в то же время углублённым атмосферным звучанием при минимальном наборе инструментов, а также частым наложением эффекта «влажного сигнала» (реверберации), и наличием лёгких эмбиент-переливов.

## Особенности жанра
Включает в себя элементы джаза и эмбиента. Отличается более атмосферным и плотным звучанием.
Изначально был переполнен мелодиями, построенными на старых аккордных прогрессиях, сыгранных призрачным звуком электрооргана.
Композиции имеют по разным данным темп от 120 до 125 ударов в минуту, также заметно добавление соло клавишных инструментов, например, электрооргана или фортепиано. Дип-хаус более живой в плане звучания, в отличие, например, от электро-хауса.
Дип-хаус музыка редко достигает кульминации, однако звучит протяжно, как комфортная музыка с расслабляющим звуком.
Современный дип-хаус известен сложными мелодиями, использованием несвязанных хроматических аккордов, их особенно отчётливо можно заметить у Cash For Sex Архивная копия от 17 октября 2015 на Wayback Machine подчёркивающих многие последовательности, примешивание таких стилей как эмбиент и соул, а также довольно частым добавлением вокала.
В ранних композициях (1988—1989), влияние джазовой музыки было наиболее заметно, так как чаще прослеживалось использование комплексных аккордов, чем простых трезвучий (7ths, 9ths, 13ths, приостановок, перестроек), которые продлевались или повторялись для многих тактов и давали композициям слегка негармоничное звучание.
Некоторое время в Чикаго ошибочно дип-хаусом называли хаус с соул или госпел вокалом. Позже стало ясно, что хаус с вокалом уже изобретён в Нью-Йорке, и он называется гараж.
Использование вокала стало более обыденным в дип-хаусе, чем в многих других поджанрах хаус музыки. Акустические качества включают чувственный вокал (если вокал включали в трек), медленные и концентрированные негармоничные мелодии и плавную утончённую и элегантную подачу. Использование женского вокала является более распространённым для треков в этом жанре, чем мужского или роботизированного.

## Возникновение
Жанр возник в 1980-х годах, первоначально соединив элементы чикагского хауса с джаз-фанком 1980-х годов и элементами соула. Его происхождение приписывается треку Ларри Хёрда «Mystery of Love» 1984 года. Яркими представителями времени были Eric Kupper (в том числе K-Scope), Kevin Yost, Larry Heard.
Очень большое влияние на распространение стиля оказали лейблы Guidance Recordings Архивная копия от 25 октября 2015 на Wayback Machine, Dessous, Plastic City, Naked Music Recordings.
В зарождении музыки стояли Маршалл Джефферсон (Marshal Jefferson) и Ларри Херд (Larry Heard). Ребята искали новое звучание, которое отличалось от других исполнителей. Первые треки издаются в 1985 году, что становится дебютом стилистики. Влияние на публику оказалось ошеломляющим. В 1987 году Деррик Мэй (Derrick May) издает Strings Of Life, которой покоряет публику в Великобритании. Музыка пишется за границу, где она восхваляется и радует любителей танцевальной культуры. Работа в направлении дип хауса стала поворотом в музыке, позволила отойти от стандартных диско-традиций. Начиная с середины 80-х, в США и Великобритании появляются независимые лейблы, где выделяются Allevated Records, Naked Music, Anjunadeep, HRS.

## Развитие и родственные жанры

### Соулфул-хаус
Соулфул-хаус (англ. soulful house) — практически первый вариант развития дип-хауса, возникший ещё в конце 1990-х годов. Выражается насыщенным госпельным вокалом, отдающим к соул-музыке, мелодичной басовой линией (как в фанке) и глухими барабанами. Среди исполнителей можно отметить Blaze, Timmy Regisford, DJ Spinna, Simztek & Dubz, Malvalos. Со второй половины 2000-х активно популяризуется Spinnin' Records.

### Трайбл-хаус
Трайбл-хаус, трайбал-хаус или трибал-хаус (англ. tribal house) — долгое время культовый жанр, трайбл-хаус (что можно перевести как «племенной дом») развил молниеносную популярность к концу 2000-х годов за счёт возрождения в хип-хопе и дэнсхолле африканских племенных направлений (roots music). Для стиля характерно присутствие элементов африканской народной музыки, звуков тамтамов, бонго, иногда тамбуринов, «элементов ощущения пронзительной жары» (то есть реверберации для просторного помещения), пружинящих ударных и пинг-понг эха. Минимальность дип-хауса сохраняется в басах и также передаётся 2-3 секундными паузами в музыке, когда звучит песенный вокал.

### Тропикал-хаус
Тропикал-хаус (англ. tropical house) или троп-хаус (англ. trop house) — Своеобразный вид хаус музыки, скрещивающий в себе глухие низкочастоты дипа с «живой» (акустической) инструментальной накладкой, позаимствованной у балеарик-бита. Также присутствуют тёплые синтезированные звуки, гармоничные эффекты с вибрацией (LFO) и достаточно лёгкие ударные, в некоторых случаях почти отходящие на второй план. Стиль ознаменован новым поколением диджеев, многие из которых родились уже в 1990-е. Считается, что своим появлением троп-хаус обязан синглу «Sonnentanz», выпущенному в 2012 году дуэтом Klangkarussell, который в скором времени сильно повлиял на дип-сцену. В 2014 году диджей Robin Schulz выпустил целый альбом под названием «Prayer», в котором проэкспериментировал с новым звучанием в данном поджанре. Этот поджанр иначе называют vibes («атмосфера», жарг. «карма»; сокр. от vibration — «вибрация»). Средний темп троп-хауса — 115 BPM (то есть чуть быстрее мумбатона, но медленнее чем другие поджанры дипа).

### Фьюче-хаус
Жанр, появившийся в конце 2013 года в результате ретроградного увлечения французским продюсером Tchami бэктреками раннего тек-хауса и техно второй половины 1990-х. Как результат, стиль подчёркнут всё теми же глухими басами и минимальной инструментовкой, но в равной степени включает в себя и современное электронное звучание компьютерных синтезаторов, чаще всего DX-10 и Massive. Название намекает, что в 1990-х именно с таким звучанием многие диджеи представляли себе «музыку будущего». Значительный вклад в развитие современного звучания «future house» также внёс голландский диджей Оливер Хелденс. К 2016 году future впитал в себя многочисленные характеристики электро-хауса и выделился в собственный стиль, имеющий мало общего с оригинальным дип-хаусом.